# موبیوس (دهانه)
موبیوس یک دهانه برخوردی در ماه‌ است.